# إمشتون (أولاد عبد السميع)
إمشتون هو دُوَّار يقع بجماعة صاكة، إقليم جرسيف، جهة الشرق في المملكة المغربية. ينتمي الدوّار لمشيخة أولاد عبد السميع التي تضم 6 دواوير. يقدر عدد سكانه بـ 316 نسمة حسب الإحصاء الرسمي للسكان والسكنى لسنة 2004.

## روابط خارجية
- البوابة الوطنية للجماعات الترابية
- المندوبية السامية للتخطيط